# Habeas corpus
El habeas corpus (castellanizado como hábeas corpus hasta 2010, ahora considerado erróneo) es una institución jurídica que obliga a que toda persona detenida sea presentada en un plazo preventivo determinado ante el juzgado pertinente, quien podría ordenar la libertad inmediata del detenido si no encontrara motivo suficiente de arresto.
Este término proviene del latín habeas corpus [ad subjiciendum] «que tengas [tu] cuerpo [para exponer]», «tendrás tu cuerpo libre», siendo habeas la segunda persona singular del presente de subjuntivo del verbo latino habēre («tener»). O puede ser llamado igualmente como «cuerpo presente».
La institución del habeas corpus permite evitar arrestos, detenciones arbitrarias, torturas y asesinatos parajudiciales (véase terrorismo de Estado y ley de fugas), asegurando los derechos básicos no solo de ser escuchado por la justicia y saber de qué se lo acusa, sino de ser retenido por un tiempo razonable en condiciones tales que esté alimentado, sano y, por descontado, vivo y con derecho a reclamar la asistencia y protección de un abogado pagado o de oficio. También puede decirse que tutela los derechos fundamentales derivados de la vida y la libertad frente a cualquier acto u omisión de cualquier autoridad, funcionario o persona que pueda vulnerar dichos derechos.

## Origen y objeto de esta institución
Aunque el habeas corpus como acción o remedio en la forma y desarrollo con que existe hoy como institución no existió en Roma, las palabras latinas con que se lo denomina denotan que su origen proviene del derecho romano. En la época de los pretores y con el nombre de «Interdicto» ya era designado en las Pandectas bajo el título de Homine libero exhibendo y los compiladores de dicho cuerpo legal romano transcribían un comentario del jurisconsulto Ulpiano, que decía:

Este remedio se ha instituido para proteger la libertad personal a fin de que ninguna persona libre  natural fuere detenida.

La palabra persona libre incluía a cualquier niño o adulto, hombre o mujer, sea uno o sean varios, que eran sui iuris. De ahí se deduce que este remedio era para devolver la condición de persona libre a aquella a quien se hubiese intentado convertir en esclava sin motivos legales. Es decir, con este interdicto ya se devolvía la libertad a aquellos a quienes se los privaba de ella con una .... ilegal.

## Su adopción en Inglaterra
El primer documento que establece la necesidad de justificar la detención de un súbdito —bajo las restricciones siguientes: mediante un proceso público, controlado y solo por voluntad del Monarca— fue la Carta Magna, conocida como Magna Carta Libertatum, elaborada después de tensas y complicadas reuniones en Runnymede (Surrey) entre nobles normandos y la realeza inglesa. Después de muchas luchas y discusiones entre los nobles, finalmente el rey Juan I o Juan Sin Tierra sancionó la Carta Magna en Londres el 15 de junio de 1215.
El primer registro del uso de este recurso contra una autoridad establecida data de 1305, durante el reinado de Eduardo I de Inglaterra, cuando se exigió al rey que rindiera cuentas de la razón por la cual la libertad de un sujeto era restringida donde quiera que esta restricción se aplicara.
Más tarde se convertiría en la ley del habeas corpus de 1640, aunque no sería hasta la ley del habeas corpus de 1679 que se establecen los procedimientos correspondientes. La institución del habeas corpus estaba concebida como una forma de evitar agravios e injusticias cometidas por los señores feudales contra sus súbditos o personas de clase social inferior.

## Su adopción en España
En el derecho histórico español aparece como el denominado «recurso de manifestación de personas» del Reino de Aragón en el Fuero de Aragón de 1428, y en las referencias que sobre presuntos supuestos de detenciones ilegales se contienen en el Fuero de Vizcaya de 1527. La Inquisición no permitía este derecho al procesado: el reo no podía saber de qué se lo acusaba; en el ámbito de la ley civil de las monarquías absolutistas, tampoco si se ejercía la llamada lettre de cachet u orden reservada, que situaba al reo en un limbo legal.

## Bien jurídico que tutela
En el derecho comparado, el habeas corpus, tutela dos derechos fundamentales: la libertad individual relativa a su libertad de movimiento y, por tanto, a no ser objeto de detenciones arbitrarias; y el derecho a la integridad personal, a no ser objeto de daños en su persona, como lesiones, tortura o muerte. En ese sentido, tiene como propósito el reponer las cosas al estado anterior a la privación, perturbación o amenaza de dichos derechos; por lo cual tiene un carácter sumario (urgente) y potencialmente eventual, en tanto se autoriza desde que aparece posible una violación eventual de estos derechos, para evitar que la violación se torne irreparable. Lógicamente, de tornarse irreparable la violación, la acción de garantía pierde su objeto (sustracción de la materia)

## Elhabeas corpusmundial
Diversas organizaciones promueven entre sus principios el derecho de acceder al habeas corpus mundial (establecimiento de una jurisdicción que abarcaría todas las naciones y todo el territorio del planeta Tierra) como parte fundamental de los derechos humanos. Asimismo, sobre la realidad de las diversas legislaciones nacionales y acuerdos internacionales existentes, estas organizaciones promueven la aplicación del habeas corpus a los detenidos sin motivación legal.
Entre esas organizaciones se encuentra Amnistía Internacional y Human Rights Watch. Entre sus promotores está el abogado Luis Kutner, creador del movimiento por un habeas corpus mundial "World Hábeas Corpus".
Para la efectividad de un habeas corpus mundial es imprescindible la existencia de un tribunal internacional que vele por su cumplimiento y garantice los derechos ante las detenciones ilegales y torturas.

## Regulación por países

### Argentina
En este país, la acción de hábeas corpus tiene reconocimiento constitucional explícito desde la reforma a la Constitución de 1994. Pero anteriormente ya gozaba de efectiva vigencia en la práctica jurisprudencial. La Constitución de la Nación Argentina, en su artículo 43 (último párrafo), expresa: "Cuando el derecho lesionado, restringido, alterado o amenazado fuera la libertad física, o en caso de agravamiento ilegítimo en la forma o condiciones de detención, o en el de desaparición forzada de personas, la acción de habeas corpus podrá ser interpuesta por el afectado o por cualquiera en su favor y el juez resolverá de inmediato, aún durante la vigencia del estado de sitio".
El habeas corpus, regulado por la Ley 23.098, es un procedimiento que permite una rápida solución judicial cuando tu libertad física se ve amenazada, atacada o restringida de forma ilegítima por una autoridad pública. El procedimiento del habeas corpus se puede usar: si una autoridad pública, que no tiene una orden escrita de detención, amenaza o limita la libertad física de una persona; si una persona alojada en una cárcel, comisaría u otra repartición y ve agravada ilegítimamente las condiciones de su privación de libertad. 36 horas
El habeas corpus se inicia a con una denuncia ante un juez. La denuncia debe contener: nombre y domicilio del denunciante; nombre, domicilio y demás datos personales de la persona perjudicada; autoridad que limitó la libertad de la persona perjudicada; causa del acto perjudicial; y describir por qué la limitación de la libertad es ilegítima. No es necesario que la denuncia sea por escrito, se puede hacer de forma oral y no se exigen formalidades. Puede hacerse en cualquier día, sea hábil o inhábil y a cualquier hora. No hace falta la intervención de un abogado. Es un procedimiento rápido porque pretende solucionar un tema urgente. Dentro de la 24 horas el juez pide que se presenten la persona afectada y la autoridad que dictó la medida. Terminada la audiencia, el juez toma una decisión y la lee inmediatamente a todos los presentes. Si el juez considera que la detención es legal, rechaza el hábeas corpus. Si el juez considera que la detención es ilegal, ordena la inmediata libertad de la persona afectada.

### Bolivia
La finalidad con la que nació el habeas corpus en Bolivia, se adscribe dentro de los fines que persiguió esta garantía desde sus primeras articulaciones jurídicas, hasta su configuración moderna: dotar a la persona humana de un medio de defensa breve y sumario, destinado a conservar o recuperar su libertad, cuando la misma hubiere sido indebida o arbitrariamente vulnerada, como alternativa a los procedimientos ordinarios caracterizados por la morosidad en su trámite y resolución.
Esta acción tutelar instituida en resguardo de los derechos a la libertad física y a la libertad de locomoción, no puede dirigirse en contra de particulares, sino únicamente en contra de funcionarios y/o autoridades públicas.
Al igual que sucede con el Amparo Constitucional, existe un álgido debate respecto a la naturaleza jurídica del habeas corpus (ahora denominado en la Constitución del 9 de febrero de 2009 como Acción de Libertad) en sentido de determinar si en Bolivia se configura como un juicio, un recurso, una acción, un derecho, un proceso o un procedimiento. Al respecto es posible indicar que:
- En el art. 18 de la Constitución de 1967 se configuraba como un recurso constitucional, posición que se ve fortalecida con el criterio jurisprudencial del Tribunal Constitucional, en el sentido de que el habeas corpus únicamente revisaba la actuación de las autoridades públicas, y no así la de los particulares.

- Otros se oponen a considerar al habeas corpus como un “recurso”, pues indican que un “recurso” puede ser accionado por el sujeto procesal que, en un juicio, se siente lesionado por una medida judicial; mientras que el habeas corpus es una acción que no siempre procede dentro de un proceso judicial o administrativo.

- Por otra parte, existen quienes sostienen que es un “derecho” que tiene todo ciudadano detenido o preso, para que el juez o tribunal competente resuelva si su privación de libertad es o no ilegal.

- La Corte Interamericana de Derechos Humanos, en la Opinión Consultiva 8/87 de fecha 30 de enero de 1987, ha indicado que: “El hábeas corpus es su sentido clásico, regulado por los ordenamientos americanos, tutela de manera directa la libertad personal o física contra detenciones arbitrarias, por medio del mandato judicial dirigido a las autoridades correspondientes, a fin de que se lleve al detenido a la presencia del juez para que este pueda examinar la legalidad de la privación y en su caso, decretar su libertad”, y continua indicando que de un análisis del amparo y del habeas corpus se tiene que: “puede afirmarse que el Amparo es el género y el hábeas corpus uno de sus aspectos específicos, en efecto, de acuerdo con los principios básicos de ambas garantías recogidos por la convención así como con los diversos matices establecidos en los ordenamientos de los Estados partes, se observa que en algunos supuestos el hábeas corpus se regula de manera autónoma con la finalidad de proteger esencialmente la libertad personal de los detenidos o de aquellos que se encuentran amenazados de ser privados de su libertad, pero en otras ocasiones el Hábeas Corpus es denominado “amparo de la libertad” o forma parte integrante del amparo”.

- La nueva Constitución Política del Estado boliviana de 2009 cambia el nombre del Recurso de habeas corpus por el de “Acción de Libertad” dentándose así el término “acción” procesal entendida básicamente como el derecho de todo ciudadano de acudir a un órgano jurisdiccional en defensa de sus derechos fundamentales que protege la acción de libertad (la libertad de locomoción, la vida, la salud e integridad personal).

- Para el Constitucionalista boliviano Boris Wilson Arias López, en su libro Amparo Constitucional y Hábeas Corpus, la figura jurídica del habeas corpus es sui géneris, debido a que no existe ningún otro parangón con el que se la pueda comparar, razón por la cual no se puede catalogar dentro de una institución o género mayor.

### Chile
La Constitución de 1828 establecía en su artículo 104 una acción popular para proteger la libertad y seguridad personal.
La Constitución de 1833 consagró formalmente el habeas corpus, señalando en su artículo 143 que "Todo individuo que se hallase preso o detenido ilegalmente por haberse faltado a lo dispuesto en los artículos 135, 137, 138 y 139, podrá ocurrir por sí o cualquiera a su nombre, a la magistratura que señale la ley, reclamando que se guarden las formas legales. Esta magistratura decretará que el reo sea traído a su presencia, y su decreto será precisamente obedecido por los encargados de las cárceles o lugares de detención. Instruida de los antecedentes, hará que se reparen los defectos legales y pondrá al reo a disposición del juez competente, procediendo en todo, breve y sumariamente, corrigiendo por sí, o dando cuenta a quien corresponda corregir los abusos". Con la Ley de Organización y Atribuciones de los Tribunales de 1875 se estableció la magistratura competente: la Corte de Apelaciones respectiva.
En el Código de Procedimiento Penal en 1906 se contempló una regulación del "procedimiento de amparo".
La Constitución de 1925 reconocía esta acción en su artículo 16, reproduciendo con ligeras modificaciones la regulación proveniente de la Constitución de 1833.
En 1932 se complementó la reglamentación de su procedimiento mediante un auto acordado de la Corte Suprema. Desde aquella época el habeas corpus es conocido en Chile como "recurso de amparo".
El Código Orgánico de Tribunales de 1943 estableció que el "amparo" sería conocido en primera instancia por la Corte de Apelaciones respectiva y, en segunda instancia, por la Corte Suprema.
La Constitución de 1980 contempló el habeas corpus en su artículo 21, como un recurso protector de la libertad personal y la seguridad individual (lo amplía a esta última). Consagra, además del tradicional "amparo represivo" o "correctivo", la figura denominada "amparo preventivo" (ante perturbación o amenaza a la libertad personal y la seguridad individual). Por otro lado, este texto constitucional contempla, en el artículo 20, el llamado recurso de protección (amparo en derecho comparado).
En el Código Procesal Penal del 2000 se contempló, a la vez, un "amparo ante el juez de garantía", de carácter correctivo y en única instancia.

### Colombia
Presente en la Constitución Política Colombiana, el habeas corpus tiene el doble carácter de derecho fundamental y de acción, por la cual cualquier persona privada de la libertad que se considere estarlo ilegalmente, puede acudir ante cualquier Juez de la República, para que en el término de 36 horas, se pronuncie sobre la legalidad de dicha restricción y en consecuencia, ordene la inmediata libertad del retenido, o, la considere ajustada al derecho.
Pese a ser considerado como derecho fundamental, al existir la correlativa acción, esta desplaza a la acción de tutela, al tener un término inferior para su resolución, dado el máximo interés en juego. Se encuentra regulada en la Ley 1095 de 2006.
También es el derecho que tiene toda persona privada de la libertad a solicitar la revisión judicial del encarcelamiento y la cesación inmediata cuando este haya sido ilegal.
Según la Corte Interamericana de Derechos Humanos, en concordancia con el artículo 93 de la Constitución Política de 1991, este derecho hace parte de los tres derechos fundamentales que no pueden ser limitados en Estado de Excepción. A saber, la tutela, el habeas corpus y el debido proceso; entendiendo por este último la garantía y la protección judicial.

### Costa Rica
En Costa Rica, si bien el habeas corpus existía desde tiempo atrás, al sancionarse en 1989 la Ley de Jurisdicción Constitucional y crearse dentro de la Corte Suprema una Sala Constitucional verdaderamente autónoma, se ha creado un órgano especial dentro del Poder Judicial, pero con características afines al denominado "modelo concentrado". La Sala Constitucional, interpretando en forma extensiva la ley de la materia, ha actuado no solo en la libertad personal y su defensa, sino que ha llegado incluso hasta intervenir en procesos penales en curso para enmendar yerros o marcar pautas de conducta a la magistratura, considerando que el habeas corpus procede en cualquier procedimiento penal cuando no se respeta el debido proceso, entendiendo por tal al juez regular, el derecho de defensa, el principio de inocencia, el in dubio pro reo, la libre actuación de las pruebas, la doble instancia, el derecho a la sentencia justa, la eficacia de la sentencia, etc. (cf. Daniel González Álvarez, Justicia constitucional y debido proceso en "Ciencias Penales", San José, marzo de 1994 N.º 8; Gilberth Armijo Sancho, El control constitucional en el proceso penal, Editec Editores, San José 1992). Rubén Hernández señala dos casos en los cuales la Sala Constitucional ha anulado dos sentencias penales firmes (cf. R. Hernández Valle, Derecho procesal constitucional, Edit. Juricentro, San José 1995, pág. 155). Los defensores de esta irrupción de las acciones de habeas corpus dentro de un proceso penal en curso e incluso para alterar una sentencia pasada en autoridad de cosa juzgada, han aducido que no se trataba de una incursión de la Sala Constitucional en las salas, cortes o juzgados penales, sino de una incursión de la Constitución en defensa de los derechos humanos, desconocidos por el ordenamiento procesal penal costarricense, del cual dan varios ejemplos.

### Ecuador
La Nueva Constitución de la República del Ecuador publicada en el Registro Oficial Nª 449 de 20 de octubre de 2008, en el Art. 89 de la Sección 3.ª del Capítulo III del Título III, establece:
"La acción de habeas corpus tiene por objeto recuperar la libertad de quien se encuentre privado de ella de forma ilegal, arbitraria o ilegítima,
por orden de autoridad pública o de cualquier persona, así como proteger la vida y la integridad física de las personas privadas de libertad. Inmediatamente de interpuesta la acción, la jueza o juez convocará a una audiencia que deberá realizarse en las veinticuatro horas siguientes, en la
que se deberá presentar la orden de detención con las formalidades de ley y las justificaciones de hecho y de derecho que sustenten la medida. La
jueza o juez ordenará la comparecencia de la persona privada de libertad, de la autoridad a cuya orden se encuentre la persona detenida, de la
defensora o defensor público y de quien la haya dispuesto o provocado, según el caso. De ser necesario, la audiencia se realizará en el lugar donde
ocurra la privación de libertad. La jueza o juez resolverá dentro de las veinticuatro horas siguientes a la finalización de la audiencia. En caso de privación ilegítima o arbitraria, se dispondrá la libertad. La resolución que ordene la libertad se cumplirá de forma inmediata. En caso de verificarse cualquier forma de tortura, trato inhumano, cruel o degradante se dispondrá la libertad de la víctima, su atención integral y especializada, y la imposición de medidas alternativas a la privación de la libertad cuando fuera aplicable. Cuando la orden de privación de la libertad haya sido dispuesta en un
proceso penal, el recurso se interpondrá ante la Corte Provincial de Justicia."

### España
En la historia jurídica española figura en el denominado recurso de manifestación de personas de la Corona de Aragón (1428) y en las Constituciones de 1837,1869 y 1876. En 1526 el Fuero Nuevo del Señorío de Vizcaya establece el habeas corpus en su territorio.
El artículo 17.4 de la Constitución española de 1978 señala que «La ley regulará un procedimiento de "hábeas corpus" para producir la inmediata puesta a disposición judicial de toda persona detenida ilegalmente. Asimismo, por ley se determinará el plazo máximo de duración de la prisión provisional.»
En la actualidad el procedimiento de habeas corpus se encuentra regulado en el ordenamiento jurídico español por la Ley Orgánica 6/1984 de 24 de mayo, en la que se desarrolla la garantía constitucional que permite a todo aquel que se encuentre detenido o privado de libertad solicite ser puesto de inmediato a disposición judicial.
El artículo 1 de la L.O. 6/1984 de 24 de mayo considera personas detenidas ilegalmente:
- Las que lo fueren por una autoridad, agente de la misma, funcionario público o particular, sin que concurran los supuestos legales, o sin haberse cumplido las formalidades prevenidas y requisitos exigidos por las Leyes.
- Las que estén ilícitamente internadas en cualquier establecimiento o lugar.
- Las que lo estuvieran por plazo superior al señalado en las Leyes si, transcurrido el mismo, no fuesen puestas en libertad o entregadas al Juez más próximo al lugar de la detención.
- Las privadas de libertad a quienes no les sean respetados los derechos que la Constitución y las Leyes Procesales garantizan a toda persona detenida.

El artículo 3 de la citada Ley determina quiénes están legitimados para solicitar el procedimiento, que son:
- El detenido, su cónyuge, descendientes, ascendientes y hermanos.
- El Defensor del Pueblo.
- El Ministerio Fiscal.

El juez de instrucción competente puede iniciar de oficio (comenzar) el proceso.
La solicitud ha de cursarse ante el Juzgado de Instrucción de guardia del lugar donde se hallare privado de libertad, donde hubiera sido detenido o bien del lugar donde se hubiera tenido última noticia de su paradero. El juez competente adoptará las resoluciones oportunas para conocer de inmediato el estado del privado de libertad, recabando para ello de la autoridad custodia del detenido toda la información necesaria.
En el plazo de 24 horas desde que se acuerde la incoación del procedimiento mediante auto, el Juez oirá tanto al privado de libertad, como al Ministerio Fiscal, como al que ordenó la detención y el responsable de la custodia del mismo, resolviendo lo que proceda sobre la legalidad o ilegalidad de la privación de libertad y ordenando, en cada caso, la continuación de la detención o la inmediata puesta en libertad del detenido.
Las Sentencias 172 y 173 del Tribunal Constitucional de 1998, consideran que el abogado del detenido podría solicitar el habeas corpus en nombre del detenido, siempre que haya sido apoderado, tácita o expresamente a tal efecto.

En la práctica, la solicitud de hábeas corpus se presenta mediante escrito al Juzgado de Guardia del lugar de detención, detallando los hechos que justifican la ilegalidad de la privación de libertad y la autoridad responsable, pudiendo aportarse pruebas documentales o testificales. El juez está obligado a resolver en un plazo máximo de 24 horas desde la incoación del procedimiento, garantizando en todo momento el derecho a la asistencia letrada y la comunicación inmediata de la detención.

### México
En el Derecho mexicano se instituyó en el año de 1840, en la llamada Constitución Yucateca, por el abogado Manuel Crescencio Rejón, una institución jurídica que controlara el ejercicio del poder público, protegiendo los derechos del individuo frente a aquel, en forma muy similar al derecho de habeas corpus estadounidense, al que se le denominó juicio de amparo, figura que prevalece en la legislación mexicana actual.

### Paraguay
La Constitución paraguaya de 1992 en su Art. 133, consecuente con la evolución del habeas corpus que no solamente constituye en la actualidad un mecanismo judicial reparador de las privaciones ilegales de la libertad, sino también de otros tipos de amenazas a la misma, como el seguimiento, vigilancia u otros tipos de restricciones a la libertad ambulatoria, ha reconocido siguientes modalidades:
- Habeas corpus preventivo: Es la acción que tiene por finalidad evitar las detenciones ilegales o cualquier otra modalidad de restricción ilegal a la libertad física.
- Habeas corpus reparador: Es el habeas corpus tradicional o clásico que supone la existencia de una persona privada de su libertad corporal y que se deduce para hacer cesar la detención ilegal.
- habeas corpus genérico: en virtud del cual se podrán demandar rectificación de circunstancias que, no estando contempladas en los dos casos anteriores, restrinjan la libertad o amenacen la seguridad personal. Asimismo, esta garantía podrá interponerse en casos de violencia física, psíquica o moral que agraven las condiciones de personas legalmente privadas de su libertad.[12]

### Perú
En la legislación peruana, la primera remisión al habeas corpus que se encuentra remite a las Cortes de Cádiz de 1812 a donde concurrieron representantes peruanos. En dichas cortes un representante de Guatemala presentó un proyecto de ley en la que se solicitaba que se consagre para el imperio español un mecanismo equivalente al habeas corpus inglés. Dicha ley nunca se llegó a promulgar y dicha iniciativa no fue introducida en la Constitución Española.
Una vez declarada la independencia del Perú, la Constitución de 1860 consagró la disposición de que nadie podrá ser arrestado sin mandato escrito del juez, excepto flagrante delito, debiendo ser puesto dentro de las 24 horas a disposición del juzgado que corresponde.
El 21 de octubre de 1897 se promulgó una ley que buscaba reglamentar la citada disposición constitucional. Esta norma acoge el habeas corpus de acuerdo al modelo inglés. En 1916 fue promulgada la Ley n.º 2223 que señala que todos los derechos reconocidos por la Constitución del Estado (1867) darán lugar a recursos destinado a amparar a los habitantes de la República. A estos recursos son aplicables los dispositivos de la ley de habeas corpus.
La Constitución de 1920 fue el primer texto constitucional que consagró el habeas corpus señalándolo como recurso y el Código de Procedimientos en Materia Criminal de ese mismo año lo reglamentó. Posteriormente la Constitución de 1933 amplió el ámbito de aplicación del habeas corpus a todos los derechos constitucionales, dando lugar al hábeas corpus civil. Su reglamentación se dio en el Código de Procedimientos Penales de 1940. Posteriormente el Decreto Ley n.º 17083 estableció la pautas procesales propias del habeas corpus civil.
La Constitución de 1979 introdujo la Acción de Amparo por lo que el habeas corpus civil careció de efecto y el habeas corpus se restringió, nuevamente, a tutelar los derechos relativos a la libertad y la integridad física de las personas. Estas garantías constitucionales fueron reguladas por la Ley Nª 23506.
Constitución Política de 1993 y el Código Procesal Constitucional promulgado en el 2004. Este último cuerpo legislativo incluye la posibilidad de interponer esta acción de garantía contra resoluciones judiciales firmes.

### República Dominicana
La Ley 5353 de habeas corpus del 22 de octubre de 1914 establece en su artículo 1 lo siguiente:
"Todo el que por cualquier causa haya sido privado de su libertad en la República Dominicana tiene derecho, sea a petición suya o de cualquiera persona, excepto cuando haya sido detenido por sentencia de Juez o Tribunal competente, a un mandamiento de habeas corpus con el fin de averiguar cuales son las causas de la prisión o privación de su libertad y para que en los casos previstos se le devuelva esta.
El mandamiento de habeas corpus podrá ser requerido, expedido y entregado cualquier día; pero el caso no será visto sino en día hábil o habilitado especialmente al efecto.
En caso de enfermedad comprobada o por cualquier otro motivo justificado, la audiencia será celebrada sin la presencia del impetrante, el cual se hará representar sin necesidad de un poder, por un abogado o por cualquier defensor que postule en su nombre."
Actualmente la Ley 5353 de habeas corpus del 22 de octubre de 1914, fue derogada por el Nuevo Código Procesal Penal Dominicano (Ley 76-02), rigiéndose de este modo por el Título VII del CPP, en los artículos 381 hasta el 392. Sin embargo esta derogación entra en contradicción con la constitución aprobada en 2010, ya que somete el habeas corpus a requisitos de admisibilidad que la constitución no provee.

### Uruguay
El recurso de habeas corpus se encuentra regulado en la Constitución de 1967, que en su artículo 17 se expresa así:
"En caso de prisión indebida el interesado o cualquier persona podrá interponer ante el Juez competente el recurso de 'hábeas corpus', a fin de que la autoridad aprehensora explique y justifique de inmediato el motivo legal de la aprehensión, estándose a lo que decida el Juez indicado".
En el caso de que corresponda el recurso de habeas corpus, según la Ley 16.011, no corresponderá el recurso de amparo.
En Uruguay se entiende a habeas corpus en un sentido amplio y no solo el perjudicado puede presentar el recurso sino un familiar, amigo, etc. Y no solo se entiende para casos de prisión, se aplica a cualquier tipo de privación de libertad por parte del estado. Se ha reglamentado por la Ley 16.893.
En octubre de 2010 el Senado uruguayo reglamentó nuevamente el habeas corpus, recogiendo el espíritu de la Constitución de 1918. Es decir, mejorando las garantías y el respeto a los derechos humanos.

### Venezuela
Al respecto, la Constitución de la República Bolivariana de Venezuela en su artículo 27, contempla un procedimiento de amparo el cual será especial y expedito:
Artículo 27. Toda persona tiene derecho a ser amparada por los tribunales en el goce y ejercicio de los derechos y garantías constitucionales, aún de aquellos inherentes a la persona que no figuren expresamente en esta Constitución o en los instrumentos internacionales sobre derechos humanos.
El procedimiento de la acción de amparo constitucional será oral, público, breve, gratuito y no sujeto a formalidad, y la autoridad judicial competente tendrá potestad para restablecer inmediatamente la situación jurídica infringida o la situación que más se asemeje a ella. Todo tiempo será hábil y el tribunal lo tramitará con preferencia a cualquier otro asunto.
La acción de amparo a la libertad o seguridad podrá ser interpuesta por cualquier persona, y el detenido o detenida será puesto o puesta bajo la custodia del tribunal de manera inmediata, sin dilación alguna.
El ejercicio de este derecho no puede ser afectado, en modo alguno, por la declaración del estado de excepción o de la restricción de garantías constitucionales.
La Sala Constitucional del Tribunal Supremo de Justicia ha señalado en Sentencia N.º 113 del 17 de marzo de 2000 lo siguiente: "... el Hábeas Corpus se concibe como una verdadera garantía contra arrestos y detenciones arbitrarias... ". Cuando haya transcurrido el lapso para presentar al detenido ante el Juzgado de Control debe acordarse el mandamiento de habeas corpus, dado que el Ministerio Público no ha iniciado la averiguación penal respectiva ante los tribunales. El objetivo es poner a la persona que ha sido detenida de forma ilegal a la disposición del tribunal, por lo que el Juez Constitucional decide sobre la legitimidad de esa privación de libertad en particular. El Amparo Constitucional en la modalidad de habeas corpus procede ante la detención ilegítima o por la violación del derecho a la libertad que asiste a todo ciudadano.